# عائلة هاريسون في فرجينيا
عائلة هاريسون هي عائلة سياسية أمريكية، تعود أصولها إلى ولاية كومنولث فرجينيا، ينتمي إلى هذه العائلة الأب المؤسس للولايات المتحدة بنجامين هاريسون الخامس، بالإضافة إلى ثلاثة رؤساء للولايات المتحدة هم ويليام هنري هاريسون، بنجامين هاريسون، وأبراهام لنكولن. كان لدى عائلة هاريسون رئيسان بنفس اللقب، تكررت هذه الحالة لدى أربع عائلات فقط، عائلة آدامز، وروزفلت وبوش. ينتمي إلى هذه العائلة أيضًا حكام ولايات ومشرعين ورؤساء بلديات ومهنيين.
يوجد فرعين رئيسين لعائلة هاريسون في شمال إنجلترا. تعود أصول الفرع الأول إلى بنجامين هاريسون الأول، الذي سافر عن طريق برمودا إلى فيرجينيا قبل عام 1633 واستقر على نهر جيمس في مزرعة بيركلي؛ يشار إلى أفراد هذه العائلة باسم جيمس ريفر هاريسون. خدم أفرادها في الهيئة التشريعية لمقاطعة فرجينيا، بما في ذلك بنجامين الخامس، الذي وقع إعلان الاستقلال وحكم الكومنولث لاحقًا. ينتمي إلى هذا الفرع الرئيس ويليام هنري هاريسون، ابن بنجامين الخامس، والرئيس بنجامين هاريسون، حفيد ويليام هنري، بالإضافة إلى ألبرتيس هاريسون، حاكم آخر لولاية فرجينيا. شغل أحفاد عائلة جيمس ريفر مناصب متعددة، تولى اثنان منهم رئاسة بلدية شيكاغو، وخدم البقية كأعضاء في مجلس النواب الأمريكي ومجلس الشيوخ الأمريكي.
تنحدر أصول الفرع الثاني لعائلة هاريسون من توماس هاريسون وهو قسيس مؤقت لمقاطعة جيمستاون، يعود نسبه إلى جيمس ريفر هاريسون، عاد إلى إنجلترا بحلول عام 1650. هاجر أفراد هذه العائلة من فرجينيا إلى نيو إنجلاند في عام 1687، ثم عادوا واستقروا في وادي شيناندواه في ولاية فرجينيا بعد 50 عام. ينحدر الرئيس أبراهام لينكولن والفنان إليفس بريسلي من عائلة وادي شيناندواه. تضم العائلة أيضًا مؤسسي هاريسونبورغ ودايتون، بالإضافة إلى الكثير من المعلمين والأطباء الذين قدموا مساهمات رائدة في مجالات علم اللغة، ومناصرة المرأة، وجراحة زرع الأعضاء.

## عائلة جيمس ريفر
بدأ تاريخ عائلة جيمس ريفر هاريسون في مقاطعة فيرجينيا في عام 1630، غادر بنجامين هاريسون إنجلترا واتجه إلى أمريكا عن طريق برمودا. كان لدى بنجامين أربعة إخوة هم: توماس الذي استقر أيضًا في الجنوب، وريتشارد وناثانيال الذين كانوا في الشمال، وإدوارد في إنجلترا.
استقر ريتشارد شقيق بنجامين هاريسون في مقاطعة كونيكتيكت، بينما استقر ناثانيال في بوسطن. وصل توماس (1619-1682) إلى فيرجينيا عام 1640. وكان وزيرًا مؤقتًا في إليزابيث ريفر قبل أن ينتقل إلى نيو إنجلاند. يعتبر توماس سلف المهاجرين إلى وادي شيناندواه. وصل بنجامين إلى فيرجينيا بحلول عام 1633، نُصب كاتبًا في مجلس حاكم ولاية فرجينيا في ذلك العام. كان أول افراد العائلة الذي يشغل منصب عضو في الهيئة التشريعية في مجلس بورغيسيس في عام 1642. شغل ابنه بنجامين الثاني (1645-1712) منصب عمدة المقاطعة وعضوًا في مجلس النواب، وعُيِّن أيضًا في مجلس الحاكم، المجلس التشريعي للمقاطعة.
كان بنجامين هاريسون الثالث (1673-1710) ابن بنجامين الثاني، جُند بالخدمة العامة والقيادة، وعمل أولًا كمدعي عام بالنيابة، ثم شغل منصب أمين صندوق المقاطعة ورئيس مجلس النواب. تولى بنيجامين هاريسون الرابع (1693-1745) عضوًا في مجلس النواب، لكنه لم يتابع في مجال السياسة بخلاف ذلك. تزوج من آن كارتر (1702-1745)، ابنة روبرت كينغ كارتر (1662 / 63-1732)، وبنى منزل العائلة في بيركلي بلانتيشن. توفي بعمر51 نتيجة صاعقة رعدية مع ابنه في 12 يوليو 1745.

### الموقّع والرئيسان
خدم بنجامين هاريسون الخامس (1726-1791) في مجلس النواب، عُرف في العائلة باسم الموقّع على إعلان الاستقلال. اختير رئيسًا للجنة الكونغرس وبالتالي ترأس المداولات النهائية للإعلان. 
كان هاريسون رجلًا بدينًا وصاخبًا إلى حد ما. أطلق عليه المندوب جون آدامز ألقابًا مختلفة، يعود أصل الخلاف المتبادل بين آدمز وهاريسون إلى تربية آدامز المحافظة وموقفه المعارض للملذات، وحب هاريسون للروايات وتقديره للطعام اللذيذ والنبيذ. وجد نفور سياسي بينهما أيضًا، كان آدامز متطرفًا جدًا بالنسبة لهاريسون، وكان الأخير محافظًا جدًا بالنسبة لآدامز. لذلك كان لدى الاثنين تحالفات متعارضة في الكونغرس، تحالف هاريسون مع جون هانكوك، وآدامز مع ريتشارد هنري لي.
كان هاريسون صديقًا مقربًا من زميله جورج واشنطن. شُكلت لجنة لدعم الجنرال واشنطن المعين حديثًا ومساعدته في تأمين التجنيد والإمدادات اللازمة للجيش، شملت حينها هذه اللجنة كلًا من هاريسون وبنجامين فرانكلين وتوماس لينش. عمل هاريسون أيضًا في مجلس الحرب مع آدامز، وروجر شيرمان، وجيمس ويلسون، وإدوارد روتليدج، وفي لجنة المراسلات السرية مع بنجامين فرانكلين، وتوماس جونسون، وجون جاي، وروبرت موريس، وجون ديكنسون.
عانت عائلة هاريسون من محاولات البريطانيين للثأر منهم، بسبب دورهم في الثورة. نهب بنديكت أرنولد وقواته العديد من المزارع، بما في ذلك بيركلي، في محاولة منهم لمحو صور العائلات الخائنة. أزال الجنود جميع الصور العائلية من منزل هاريسون وأحرقوها في يناير 1781. عاد بنجامين الخامس لاحقًا إلى مجلس النواب وانتخب حاكمًا لفيرجينيا (1781-1784).
شغل شقيقه ناثانيال منصب عمدة مقاطعة برينس جورج، وكان عضوًا في مجلس نواب فرجينيا وكذلك في مجلس الشيوخ، استقر لاحقًا في مقاطعة أميليا. شغل إدموند، ابن ناثانيال، منصب رئيس مجلس النواب، وبنى منزله في أوكس في أميليا.
عُرف ابن بنجامين هاريسون السادس (1755-1799) بكونه رجل أعمال ناجح، كان عضوًا في مجلس نواب فرجينيا. عمل شقيقه الجنرال ويليام هنري هاريسون كمندوب في الكونغرس للإقليم الشمالي الغربي؛ عيّن في عام 1800 حاكمًا لإقليم إنديانا، وخدم في حرب عام 1812. فاز ويليام هنري في الانتخابات الرئاسية عام 1840 متغلبًا على منافسه مارتن فان بورين، لكنه مرض وتوفي بعد شهر واحد فقط من توليه الرئاسة، وخلفه نائب الرئيس جون تايلر. تولى ابنه سكوت هاريسون (1804-1878) عضوًا في الكونجرس عن ولاية أوهايو جون. أصبح ابنه بنجامين هاريسون (1833–1901)، عميدًا في جيش الاتحاد أثناء الحرب الأهلية الأمريكية. خدم بنجامين أيضًا في مجلس الشيوخ الأمريكي (1881-1887) وانتُخب رئيسًا في عام 1888 بعد هزيمة شاغل المنصب جروفر كليفلاند. كان ألبرتيس هاريسون (1907-1995) سليلًا آخر. خدم في مجلس الشيوخ بفرجينيا (1947-1957)، ثم انتخب مدعيًا عامًا لفيرجينيا (1957-1961) ثم حاكمًا لها (1962-1966). عيّن أخيرًا قاضيًا في المحكمة العليا في فيرجينيا (1968-1981).

## عائلة هاريسون في وادي شيناندواه
استقرت عائلة هاريسون في وادي شيناندواه في ثلاثينيات القرن الثامن عشر بعد قدومهم من نيو إنجلاند، تمتلك هذه العائلة أصولًا مشتركة مع عائلة جيمس ريفر، وغالبًا ما ينحدر أفرادها من توماس شقيق بنجامين هاريسون الأول (1619-1682). قاد الرعية في إليزابيث ريفر، وعينه الحاكم ويليام بيركلي كقسيس لمقاطعة جيمستاون.

### القس توماس هاريسون
حصل توماس على درجة البكالوريوس من كلية سيدني ساسكس من جامعة كامبريدج عام 1638، ثم أبحر إلى فيرجينيا عام 1640. كان توماس بيوريتانيًا وترك رعاياه وكهانته في جيمستاون بعد مذبحة الهند عام 1644. انتقل إلى بوسطن بالقرب من إخوته، وتزوج من دوروثي سيموندس، ثم عاد لاحقًا إلى إنجلترا. كان لديه رعية في كنيسة دونستان في الشرق من لندن، وانضم إلى التطهريين. أصبح قسيسًا لهنري كرومويل في 1655، ورافقه إلى أيرلندا، وسكن مع الحاكم وعائلته.
كوّن توماس صداقة وثيقة مع المؤلف الشهير ورجل الدين الأسقف جيريمي تايلور. نال توماس ثقة الحاكم الذي اتبع نصائح توماس ومشورته. عرف بكونه أشهر رجال الدين في عصره.